# Eustoma
Genre
Classification APG IV (2016)
Eustoma est un genre de plantes à fleurs de la famille des Gentianacées comprenant 3 espèces dont l'une, Eustoma russellianum est cultivée et vendue comme fleur coupée sous le nom de lisianthus,.
Le genre Eustoma est originaire des régions chaudes et humides du sud des États-Unis, du Mexique, des Antilles et du nord de l'Amérique du Sud. On trouve ces plantes essentiellement dans les prairies et les terrains vagues (plante rudérale).
Ce sont des plantes annuelles, herbacées, pouvant atteindre 60 cm de hauteur, à feuilles grasses d'un vert bleuté et à grandes fleurs disposées le long de la tige.
Eustoma russellianum peut remplacer la rose.

## Liste d'espèces
Selon NCBI (2 sept. 2010) :
- Eustoma exaltatum
- Eustoma grandiflorum

Selon ITIS (2 sept. 2010) :
- Eustoma exaltatum (L.) Salisb. ex G. Don